# Georg Dionysius Ehret
Georg Dionys o Dionysius Ehret (Erfurt, 30 gennaio 1708 – Chelsea, 9 settembre 1770) è stato un pittore e disegnatore tedesco specializzato in illustrazioni botaniche.

## Biografia

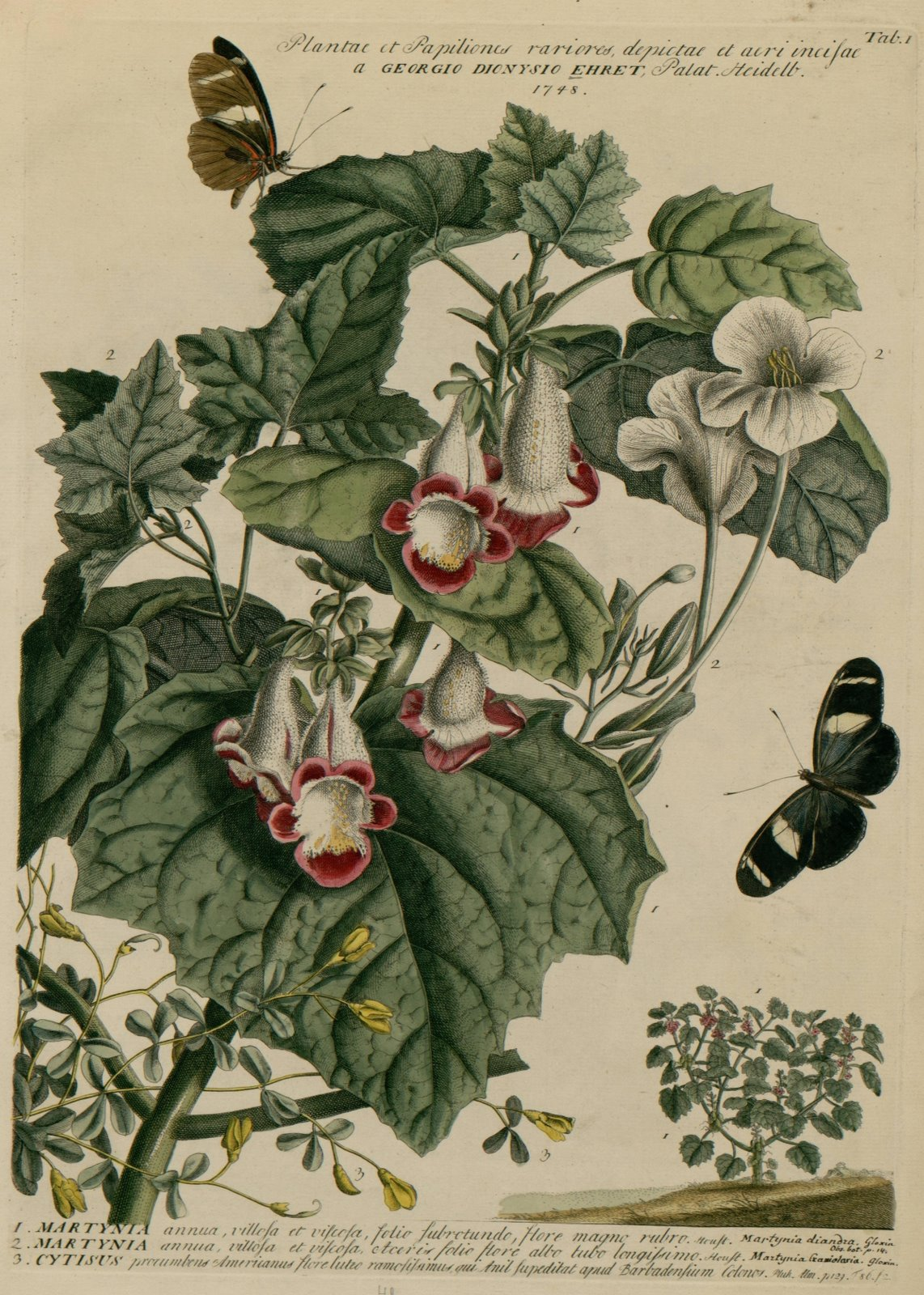
Martynia annua (1748) dal Plantae et papiliones rariores

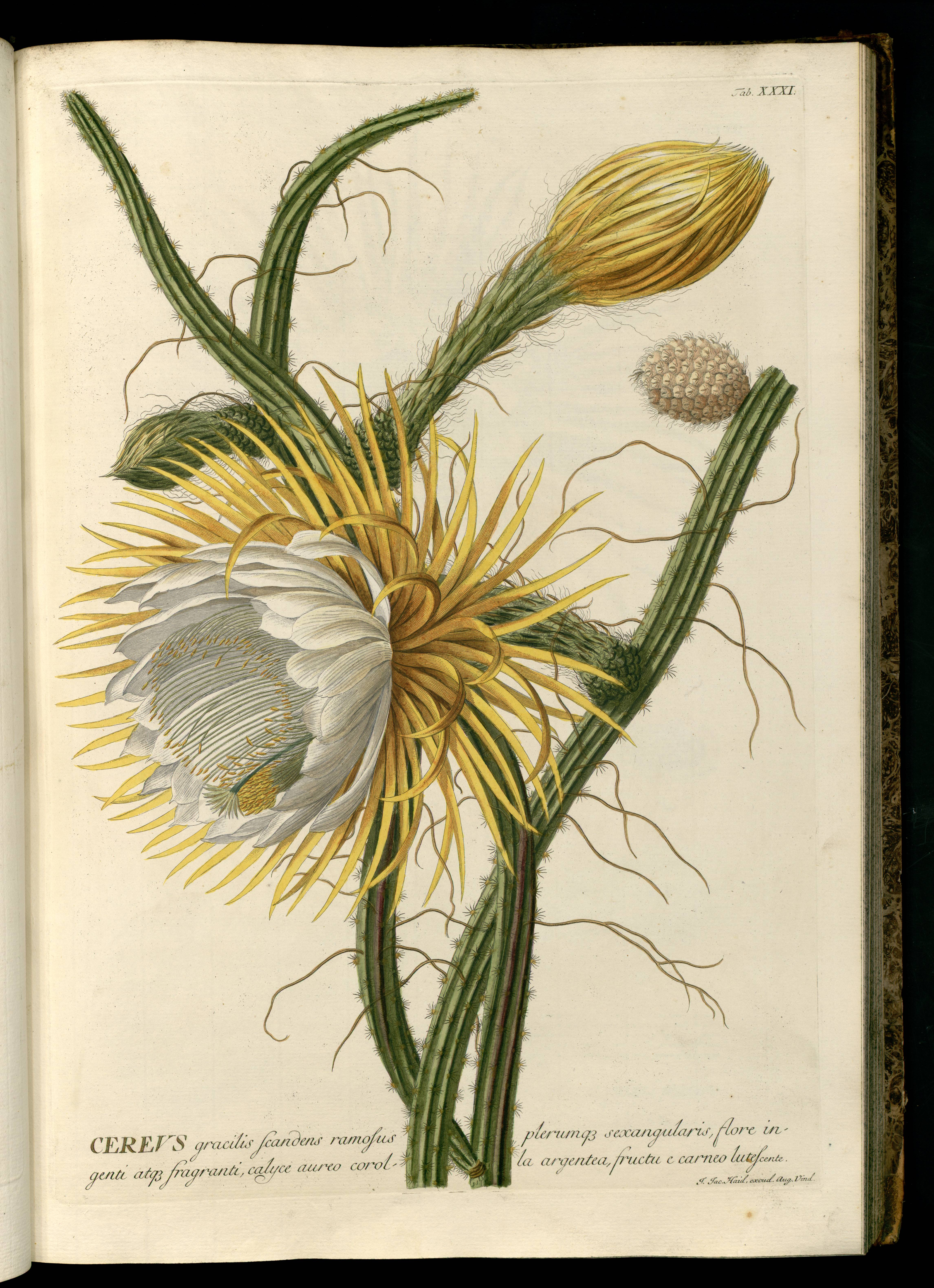
Selenicereus grandiflorus (1750) dal Plantae selectae

Figlio di un giardiniere del principe di Baden-Durlach, Georg mostrò presto predisposizione per il disegno e la pittura floreale. Nonostante la mancanza d'istruzione e la giovane età, dimostrò di aver raggiunto una notevole abilità e competenza, avendo eseguito centinaia di riproduzioni di fiori. Ma il suo valore rimase sconosciuto fino a quando non venne in visita presso i giardini di cui si occupava il padre, un medico amico del Dr. Trew di Norimberga, il quale acquistò parecchie sue opere ad un prezzo tale da far guadagnare ad Ehret 4000 fiorini.
Georg decise perciò di viaggiare, ma giunto a Basilea, si ritrovò con pochi quattrini e fu costretto a riprendere la sua attività di pittore per sostentarsi. Si trasferì poi a Montpellier e a Parigi dove fu impiegato nella realizzazione dei disegni delle piante dei giardini reali. In quest'ultima città, Ehret iniziò a realizzare acquerelli su pergamena, per la miglior qualità di questo supporto rispetto alla carta.
Nel 1735, si recò per breve tempo a Londra con alcune lettere di presentazione e incontrò Sir Hans Sloane, all'epoca presidente della Royal Society e Philip Miller, responsabile del Chelsea Physic Garden. Ritornato in continente, nel 1736 lavorò alla realizzazione delle figure dell'Hortus Cliffortianus in collaborazione con Linneo, su commissione di George Clifford, banchiere e appassionato di botanica. L'intenzione di Clifford era di raffigurare in un libro le piante rare che erano state messe a dimora nel suo giardino.
Intorno al 1740 ritornò in Inghilterra, dove trascorse il resto della sua vita e dove si sposò con la sorella di Philip Miller, da cui ebbe un figlio, o secondo Lazarus con la cognata di Miller, Susanna Kennet.
Nel 1757 divenne membro della Royal Society.
Molte delle sue opere furono realizzate su pergamena. Furono inoltre eseguite incisioni a partire da suoi disegni, in particolare per l'opera Plantae Selectae del Dr. Trew, una delle più imponenti realizzazioni nel campo dell'illustrazione botanica, e per l'opera Storia della Giamaica di Brown.
Christoph Jacob Trew (1695-1769), eminente botanico, fu uno dei più influenti mecenati di Ehret, nonché un amico di vecchia data. Egli richiese all'artista di realizzare, durante i suoi viaggi, disegni di grandi dimensioni rappresentati piante, evidenziando i caratteri sessuali delle stesse, cioè le parti del fiore, in accordo con il sistema di classificazione di Linneo.
Georg Ehret fu tra gli illustratori botanici più rappresentativi della pittura del XVIII secolo.
Oltre al lavoro di pittore, Ehret si dedicò anche all'insegnamento di quest'arte.
Collaborò con Jacob van Huysum, incontrato a Londra, all'esecuzione di alcuni lavori, in particolare l'acquerello Prunus domestica fu realizzato a quattro mani dai due artisti.

## Opere
- (LA) Plantae et papiliones rariores, depictae et aeri incisae, 1748-1759.
- Illustrazioni dell'Hortus Cliffortianus, 1736-1737
- Illustrazioni del Plantae et papiliones rariores, 1748 c.
- Illustrazioni del Plantae selectae, 1750 c.